# Юлий Цезарь (пьеса)
«Ю́лий Це́зарь» (англ. Julius Caesar) — трагедия Шекспира (1599), изображающая заговор против Юлия Цезаря и его убийство; в ней действует также большое количество исторических персонажей того времени. В пьесе Брут присоединяется к заговору Кассия с целью убить Юлия Цезаря, чтобы он не стал тираном. Правая рука Цезаря Антоний разжигает вражду против заговорщиков, и Рим оказывается втянут в драматическую гражданскую войну.
Хотя заглавный персонаж — Цезарь, он не играет большой роли в пьесе, появляется всего несколько раз и гибнет в начале 3 акта. Центральная фигура (и самая длинная роль) — главный заговорщик Брут, в котором борются такие чувства, как честь, патриотизм и дружба. Среди знаменитых цитат из трагедии — предсмертные слова Цезаря «Et tu, Brute» («И ты, Брут?») (в античных источниках они звучат иначе и возникли ещё у английских предшественников Шекспира), а также монолог Антония «Friends, Romans, countrymen, lend me your ears…» — речь на похоронах Цезаря.
Единственным известным источником Шекспира были «Сравнительные жизнеописания» Плутарха в английском переводе Томаса Норта (текст издавался в 1579 и 1595 гг., причём переводился не с греческого оригинала, а с французского издания Ж. Амио). Шекспир повторяет ряд ошибок перевода Норта. Кроме того, в пьесе довольно много анахронизмов. Герои носят шляпы и дублеты, а также используют часы с боем, не существовавшие в Древнем Риме.
Непосредственным продолжением «Юлия Цезаря» является трагедия «Антоний и Клеопатра».

## Действующие лица
- Юлий Цезарь
- Октавий Цезарь — триумвир после смерти Юлия Цезаря.
- Марк Антоний — триумвир после смерти Юлия Цезаря.
- Марк Эмилий Лепид — триумвир после смерти Юлия Цезаря.
- Цицерон — сенатор
- Публий — сенатор
- Попилий Лена — сенатор
- Марк Брут — участник заговора против Юлия Цезаря.
- Кассий — участник заговора против Юлия Цезаря. Призрак Цезаря насмехается над Брутом по поводу его неминуемого поражения. (Гравюра Эдварда Скривена с картины Ричарда Уэстолла: Лондон, 1802 г. ).
- Каска — участник заговора против Юлия Цезаря.
- Требоний — участник заговора против Юлия Цезаря.
- Дигарий — участник заговора против Юлия Цезаря.
- Деций Брут — участник заговора против Юлия Цезаря.
- Метелл Цимбр — участник заговора против Юлия Цезаря.
- Цинна — участник заговора против Юлия Цезаря.
- Марулл — трибун.
- Флавий — трибун.
- Артемидор Книдский — учитель красноречия.
- Прорицатель.
- Цинна, поэт
- другой поэт.
- Люцилий — сторонник Брута и Касия.
- Титиний — сторонник Брута и Кассия.
- Мессала — сторонник Брута и Кассия.
- молодой Катон — сторонник Брута и Кассия.
- Волумний — сторонник Брута и Кассия.
- Варрон — слуга Брута.
- Клит — слуга Брута.
- Клавдий — слуга Брута.
- Стратон — слуга Брута.
- Люций — слуга Брута.
- Дарданий — слуга Брута.
- Пиндар, слуга Кассия.
- Кальпурния, жена Цезаря.
- Порция, жена Брута.
- Сенаторы, горожане, стража, слуги и прочие.

Место действия: Рим; окрестности Сард; окрестности Филипп.

## Сюжет
Пьеса начинается с двух трибунов, видящих, как простые римляне празднуют триумфальное возвращение Юлия Цезаря после победы над сыновьями его военного соперника Помпея. Трибуны, оскорбляя толпу за перемену лояльности от Помпея к Цезарю, пытаются положить конец празднеству и разогнать простолюдинов, отвечающих им на оскорбления. Во время праздника Луперкалий Цезарь проводит победный парад, и прорицатель предупреждает его: «Берегись мартовских ид», но тот игнорирует эти слова. Тем временем Кассий пытается убедить Брута присоединиться к заговору с целью убить Цезаря. Хотя дружественный Цезарю Брут и не решается убить его, он соглашается, что Цезарь несколько злоупотребляет своей властью. Затем они узнают от Каски, что Марк Антоний трижды предлагал Цезарю римскую корону. Каска говорит им, что всякий раз Цезарь отказывался от неё со всё возрастающим нежеланием, надеясь, что наблюдающая толпа будет настаивать на принятии короны. Он описывает, как толпа аплодировала Цезарю за отказ от короны, и как это расстроило Цезаря. Накануне мартовских ид заговорщики встречаются и раскрывают факт подделки писем поддержки от римского народа для того чтобы соблазнить Брута присоединиться к ним. Брут читает письма и после долгих нравственных сомнений решает присоединиться к заговору, полагая, что Цезаря следует убить, чтобы тот не сделал ничего против народа Рима, если когда-либо он будет коронован.
Проигнорировав прорицателя, а также  предчувствия своей жены Кальпурнии, Цезарь отправляется в Сенат. Заговорщики обращаются к нему с подложной петицией от имени изгнанного брата Метелла Цимбра. Поскольку Цезарь ожидаемо отклоняет петицию, Каска и другие внезапно наносят ему удар ножом; Брут последний. В этот момент Цезарь произносит знаменитую фразу «Et tu, Brute?»  ("И ты, Брут?", т.е. «Ты тоже, Брут?»), заканчивая «Тогда умри, Цезарь!» (Then fall, Caesar!).
Заговорщики дают ясно понять, что совершили убийство на благо Рима, для того чтобы помешать самодержцу. Они доказывают это тем, что не пытаются скрыться с места происшествия. Брут произносит речь в защиту своих действий, и в текущий момент толпа на его стороне. Однако Антоний произносит тонкую и красноречивую речь над трупом Цезаря, начинающуюся с известных слов: «Внемлите, друзья, собратья, римляне!» (пер. И.Б. Мандельштама) Так он ловко настраивает общественное мнение против убийц, манипулируя эмоциями простых людей, в отличие от рационального тона речи Брута, однако в его риторической речи и жестах есть методичность: он напоминает им о том добре, которое Цезарь принёс Риму, его симпатии к бедным и его отказе от короны во время Луперкалий, тем самым поставив под сомнение притязания Брута на амбиции Цезаря; он показывает толпе окровавленное безжизненное тело Цезаря, дабы они пролили слезы и посочувствовали павшему герою; и он читает завещание Цезаря, по которому каждый римский гражданин должен получить 75 драхм. Антоний, даже заявляя о своих намерениях против этого, поднимает толпу для изгнания заговорщиков из Рима. Посреди насилия и беспорядков невинного поэта Цинну путают с заговорщиком Луцием Цинной, и он попадает в плен к толпе, которая и убивает его за такие «оскорбления» (offenses), как его плохие стихи.
Затем Брут нападает на Кассия за то, что тот якобы запятнал благородный акт цареубийства, принимая взятки. («Не ради ль справедливости убит был / Великий Цезарь? Был ли кто так низок, / Что свой кинжал в него вонзил тогда / Не ради справедливости?» ("Did not great Julius bleed for justice' sake? / What villain touch'd his body, that did stab, / And not for justice?", пер. И.Б. Мандельштам) Они примиряются, особенно после сообщения Брута о том, что его любимая жена покончила жизнь самоубийством от переживаний из-за его отсутствия в Риме; они готовятся к гражданской войне против Антония и приёмного сына Цезаря, Октавия, которые образовали триумвират в Риме с Лепидом. Той ночью призрак Цезаря явился Бруту с предупреждением о поражении. (Он сообщает Бруту: «ты меня в Филиппах встретишь» (Thou shalt see me at Philippi).
В битве Кассий и Брут, зная, что они, вероятно, оба умрут, улыбаются друг другу последней улыбкой и держатся за руки. Во время битвы Кассий приказал слуге убить его, узнав о пленении лучшего друга Титиния. После того, как Титиний, который на самом деле не был схвачен, видит труп Кассия, он совершает самоубийство. Однако Брут побеждает на этом этапе, однако его победа не является окончательной. На следующий день Брут вновь сражается с тяжёлым сердцем. Он просит друзей убить его, но друзья отказываются. Он проигрывает и совершает самоубийство, падая на собственный меч, который держит для него верный солдат.
Пьеса заканчивается данью уважения Антония – Бруту, он говорит, что Брут остался «благороднейшим из всех римлянином», потому что он был единственным заговорщиком, который действовал на благо Рима. Затем появляется небольшой намёк на трения между Антонием и Октавием, характерные для другой римской пьесы Шекспира, «Антоний и Клеопатра».

#### Отклонения от Плутарха
- У Шекспира триумф Цезаря приходится на день Луперкалий (15 февраля), а не на 6 месяцев раньше.
- Ради драматического эффекта он делает местом смерти Цезаря Капитолий, а не Помпееву Курию (Curia Pompeia).
- Убийство Цезаря, похороны, речь Антония, чтение завещания и прибытие Октавия происходят в пьесе в один день. Однако исторически убийство произошло 15 марта (Мартовские иды), а завещание было опубликовано 18 марта, похороны состоялись 20 марта, а Октавий прибыл в Рим только в мае.
- Шекспир делает так, что триумвиры встречаются в Риме, а не возле Бононии, чтобы избежать введения дополнительного места.
- Он объединяет две битвы при Филиппах, хотя между ними был 20-дневный интервал.
- У Шекспира Цезарь говорит Et tu, Brute? («И ты, Брут?») перед смертью. Плутарх и Светоний сообщают, что он ничего не сказал, а Плутарх добавляет, что он стянул тогу через голову, когда увидел Брута среди заговорщиков,[8] хотя Светоний действительно приводит иные сообщения о том, что Цезарь сказал по-латински: «ista quidem est vis ( Это насилие)[9] Латинские слова Et tu, Brute?, впрочем, не были придуманы Шекспиром для этой пьесы, поскольку они приписываются Цезарю и в более ранних елизаветинских произведениях и сделались общепринятыми к 1599 г.
- Шекспир отклонился от этих исторических фактов ради сокращения времени и сжатия фактов, для того чтобы пьесу можно было проще поставить. Трагическая сила сконцентрирована в ряде сцен ради усиления эффекта.

## Датировка и текст
«Юлий Цезарь» был первоначально опубликован в Первом фолио 1623 г., однако Томас Платтер Младший упомянул в своём дневнике про представление в сентябре 1599 г. Пьеса не упоминается в числе шекспировских пьес, опубликованном Фрэнсисом Мересом в 1598 г. Основываясь на двух этих моментах, а также на ряде современных указаний и предположению, что пьеса похожа на «Гамлета» по словарному запасу и на «Генриха V» и «Как вам это понравится» по стихотворному размеру, учёные-шекспироведы предложили считать 1599 г. временем вероятной публикации.
Текст Юлия Цезаря в Первом фолио – это единственный авторитетный текст пьесы. Текст фолио отличается качеством и последовательностью; учёные считают, что он был набран из театрального сборника театральных подсказок.
В пьесе много анахроничных элементов елизаветинской эпохи. Персонажи упоминают предметы типа дублетов (большие тяжелые куртки), которых не было в Древнем Риме. Упоминается, что Цезарь был одет в елизаветинский камзол вместо римской тоги. В какой-то момент слышно, как бьют часы, и Брут отмечает это словами «Считай часы».

## Анализ и критика

#### Историческая справка
Мария Вайк (Maria Wyke) написала, что пьеса отражает общее беспокойство елизаветинской Англии по поводу преемственности правления. Во время создания и первой постановки королева Елизавета, сильная правительница, была уже пожилой и отказывалась назвать преемника, что вызвало опасения, что после её смерти может разразиться гражданская война, подобная той, что была в Риме.

#### Споры о главном герое
Критики пьесы Шекспира «Юлий Цезарь» сильно расходятся во взглядах на Цезаря и Брута. Многие спорят, является ли главным героем пьесы Цезарь или Брут, из-за смерти главного героя в первой сцене 3 акта. Однако Цезарь сравнивает себя с Полярной звездой, и, пожалуй, есть основание считать его осевым персонажем пьесы, вокруг которого и крутится всё повествование. В этих дебатах переплелись некоторые философские и психологические идеологии о республиканизме и монархизме. Один автор, Роберт К. Рейнольдс, уделяет внимание именам или эпитетам, даваемым Бруту и Цезарю в своём эссе «Иронический эпитет Юлия Цезаря» (Ironic Epithet in Julius Caesar). Он указывает на то, что Каска прямо хвалит Брута, а затем невольно сравнивает его с пародией человека, называя его алхимиком: «О, весь народ его высоко ставит, / И то, что в нас казалось бы преступным, / Брут, как великий маг, своим участьем / В достоинство и ценность превратит» (I.iii.158–160). Рейнольдс также говорит об эпитете Цезаря «Колосс», имеющем очевидные коннотации силы и мужества, а также и менее известные коннотации славного внешнего вида с хаосом внутри.
Майрон Тейлор (Myron Taylor) в работе «Шекспировский Юлий Цезарь и ирония истории» (Shakespeare's Julius Caesar and the Irony of History) сравнивает логику и философские взгляды Цезаря и Брута. Цезарь считается интуитивным философом, он всегда прав, следуя своему инстинкту; например, когда он говорит, что страшится Кассия как угрозы для себя, то его интуиция верна. Брут изображается человеком, похожим на Цезаря, однако страсти приводят его к неправильным рассуждениям, что он и осознаёт в конце, говоря в V.v.50–51: «Доволен, Цезарь, будь: / Свою пронзить мне вдвое легче грудь» (Caesar, now be still:/ I kill'd not thee with half so good a will, пер. И.Б. Мандельштам).
Джозеф В. Хупперт (Joseph W. Houppert) признаёт, что ряд критиков пытались представить именно Цезаря главным героем, однако в конечном итоге именно Брут является движущей силой пьесы и, следовательно, трагическим героем. Брут пытается ставить республику выше личных отношений с Цезарем и убивает его. Брут совершает политические ошибки, разрушающие республику, созданную его предками. Он действует в соответствии с его страстями, не собирает достаточно доказательств для принятия разумных решения, и им манипулируют Кассий и другие заговорщики.

Традиционные прочтения пьесы могут утверждать, что Кассий и другие заговорщики в основном руководствуются завистью и амбициями, тогда как Брут руководствуется требованиями чести и патриотизма. Конечно, это мнение, выражаемое Антонием в финальной сцене. Но одна из основных сильных сторон пьесы состоит в том, что она сопротивляется классификации своих персонажей в качестве простых героев или злодеев. Политический журналист и классик Гарри Уиллс утверждает, что «пьеса уникальна отсутствием в ней злодеев».
Эта драма славна тем, что трудно определить, на какой роли сделать акцент. Персонажи вращаются друг вокруг друга словно пластины мобильного телефона Колдера (a Calder mobile). Коснитесь одного, и это повлияет на положение всех остальных. Поднимите одного, другой потонет. Но они не перестают возвращаться к шаткому равновесию.

## История постановок
Пьеса, вероятно, была одной из первых пьес Шекспира, поставленных в театре «Глобус». Томас Платтер Младший, швейцарский путешественник, увидел трагедию о Юлии Цезаре в театре Бэнксайд 21 сентября 1599 г., и скорее всего, это была пьеса Шекспира, поскольку нет очевидного другого кандидата (Хотя история Юлия Цезаря неоднократно инсценировалась в елизаветинский/якобинский периоды, ни одна из других известных пьес не соответствует описанию Платтера столь хорошо, как пьеса Шекспира).
После того как театры вновь открылись в начале эпохи Реставрации, пьеса была возрождена Королевской труппой Томаса Киллигрю в 1672 г. Чарльз Харт первоначально играл Брута, а в более поздних постановках Томас Беттертон. Юлий Цезарь был одной из очень немногих пьес Шекспира, которые не были адаптирована в период Реставрации или в XVIII в.

### Известные выступления
- 1864: Джуниус Брутус Бут, Эдвин Бут и Джон Уилкс Бут (впоследствии убийца президента США Авраама Линкольна) впервые вместе появились на сцене в бенефисе Юлия Цезаря 25 ноября 1864 г. в театре « Зимний сад» в Нью-Йорке. Юний-младший играл Кассия, Эдвин играл Брута, а Джон Уилкс играл Марка Антония. Эта знаковая постановка собрала средства на установку статуи Шекспира в Центральном парке, которая стоит и по сей день.
- 29 мая 1916 г.: однодневное представление в каньоне Бичвуд в Голливуде собрало 40 000 зрителей, в нём снялись Тайрон Пауэр-старший и Дуглас Фэрбенкс-старший. Батальные сцены разыгрывались на огромной сцене, а также и на окружающих склонах холмов. Спектакль был приурочен к 300-летию со дня смерти Шекспира. Фотографию тщательно продуманной сцены и смотровых площадок можно увидеть на веб-сайте Библиотеки Конгресса. Спектакль высоко оценил Л. Франк Баум[22].
- 1926 г.: Ещё одна тщательно продуманная постановка пьесы была поставлена в пользу Фонда актеров Америки в Голливуд-боул. Цезарь прибыл на Луперкалии на колеснице, запряжённой четвёркой белых лошадей. Сцена была размером с городской квартал, и на ней возвышалась центральная башня высотой 80 футов. Мероприятие в основном было направлено на предложение работы для безработных актёров. 300 гладиаторов возникли на сцене арены, которой не было в пьесе Шекспира; и такое же количество девушек танцевало в качестве пленниц Цезаря; всего в боевых действиях приняли участие 3000 солдат.
- Орсон Уэллс в роли Брута в спектакле « Цезарь » театра Меркьюри (1937–38).

- 1937: Цезарь, знаменитая постановка Орсона Уэллса в Театре Меркьюри, вызвала поток комментариев, поскольку режиссёр одел главных героев в униформу, напоминающую униформу солдат фашистской Италии и нацистской Германии, проводя конкретную аналогию между Цезарем и фашистским итальянским лидером Бенито Муссолини. Журнал Time дал постановке восторженный отзыв [23] вместе с нью-йоркскими критиками[24]. Кульминацией стало убийство поэта Цинны (Норман Ллойд), эта сцена буквально остановила шоу[25]. Цезарь дебютировал в Театре Меркьюри в Нью-Йорке в ноябре 1937 г.[26], после чего переместился в более крупный театр Голландец в январе 1938 г.[26] Всего было поставлено 157 спектаклей[27]. Вторая компания совершила пятимесячное турне по стране с Цезарем в 1938 г., вновь получив признание критиков[28].
- 1950: Джон Гилгуд сыграл Кассия в Мемориальном театре Шекспира под руководством Майкла Лэнгэма и Энтони Куэйла. Постановка считалась одним из ярких событий замечательного сезона в Стратфорде и привела к тому, что Гилгуд (который к тому времени мало работал в кино) сыграл Кассия в киноверсии Джозефа Л. Манкевича 1953 г.
- 1977: Гилгуд в последний раз появился в шекспировской роли на сцене в роли Цезаря в постановке Джона Шлезингера в Королевском национальном театре. В актёрский состав также входил Ян Чарлсон в роли Октавия.
- 1994: Арвинд Гаур поставил спектакль в Индии с Джаймини Кумаром в роли Брута и Дипаком Очани в роли Цезаря (24 спектакля); позже он возродил его с Ману Риши в роли Цезаря и Вишну Прасадом в роли Брута для Шекспировского драматического фестиваля в Ассаме в 1998 г. Арвинд Кумар перевёл Юлия Цезаря на хинди. Этот спектакль также был показан на международном театральном фестивале Prithvi в Индийском центре в Нью-Дели.
- 2005: Дензел Вашингтон сыграл Брута в первой за более чем 50 лет бродвейской постановке пьесы. Спектакль получил негативные отзывы, но был быстро распродан из-за популярности Вашингтона в прокате[29].
- 2012: Королевская шекспировская труппа поставила полностью чёрную постановку под руководством Грегори Дорана.
- 2012: На складе Донмар была поставлена женская постановка с Гарриет Уолтер в роли Брута и Фрэнсис Барбер в роли Цезаря под руководством Филлиды Ллойд. В октябре 2013 г. производство было переведено на склад Сент-Энн в Нью-Йорке.
- 2018: Театр «Мост» (Bridge Theatre) ставит «Юлия Цезаря» в качестве одной из первых постановок под руководством Николаса Хитнера с Беном Уишоу, Мишель Фэрли и Дэвидом Моррисси в главных ролях. Это отражает статус пьесы как одной из первых постановок в театре «Глобус» в 1599 г.

## Экранизации
- 1908 — «Юлий Цезарь», США, режиссёры Джеймс Стюарт Блэктон, Уильям Рэноус
- 1911 — «Юлий Цезарь», Великобритания, Португалия, режиссёр Фрэнк Бенсон[англ.]
- 1913 — Юлий Цезарь[итал.], режиссёр Аллен Рэмси (экспериментальный звуковой фильм фирмы Эдисона)
- 1913 — Кай Юлий Цезарь — реж. Энрико Гуаццони, Италия
- 1918 —  Брут и Кассий / Brutus and Cassius, Великобритания, режиссёр Маршалл Мур, В ролях: Эрик Уильямс
- 1926 — Юлий Цезарь, Великобритания (фонофильм Фореста), режиссёр Джордж А. Купер[англ.]. В ролях: Бейзил Гилл[англ.] — Марк Брут, Малкольм Кин[англ.] — Кассий
- 1938 — Юлий Цезарь, Великобритания, телефильм. В ролях: Эрнест Милтон[англ.] — Юлий Цезарь, Себастьян Шоу — Марк Брут
- 1945 — Знаменитые сцены из Шекспира № 1: Юлий Цезарь — сцена на Форуме — Акт III, сцена 2, Великобритания, режиссёр Генри Касс[англ.]. В ролях:  Феликс Эйлмер[англ.] — Марк Брут, Лео Генн — Марк Антоний
- 1949 — «Юлий Цезарь», США (ТВ), режиссёр Гарри Симпсон[англ.]. В ролях: Джеймс Максвелл[англ.] — Марк Брут
- 1949 — «Юлий Цезарь», США (ТВ), режиссёр Пол Никелл. В ролях: Уильям Пост младший — Юлий Цезарь, Роберт Кит — Марк Брут, Филип Бурнюф[англ.] — Марк Антоний (эпиэод телесериала Первая студия[англ.])
- 1950 — «Юлий Цезарь[англ.]», США, реж. Дэвид Брэдли[англ.]. В ролях: Дэвид Брэдли — Марк Брут, Чарлтон Хестон
- 1951 — «Юлий Цезарь» Великобритания (эпизод телесериала Театр воскресным вечером[англ.]), режиссёр Леонард Бретт. В ролях: Уолтер Хадд[англ.] — Юлий Цезарь, Патрик Барр[англ.] — Марк Брут, Клемент МАккэллин[англ.] — Кассий, Энтони Хоутри[англ.] — Марк Антоний
- 1953 — «Юлий Цезарь», США, реж. Джозеф Манкевич.
- 1955 — «Юлий Цезарь», США (ТВ), реж. Дэниел Питри[англ.]. В ролях: Теодор Бикель — Юлий Цезарь, Филип Бурнюф[англ.] — Марк Брут, Альфред Райдер[англ.] — Марк Антоний (эпиэод телесериала Первая студия[англ.])
- 1959 — «Юлий Цезарь», Великобритания (ТВ), режиссёр Стюарт Бёрдж. В ролях: Роберт Персеваль  — Юлий Цезарь, Эрик Портер — Марк Брут, Майкл Гоф — Кассий, Уильям Сильвестр[англ.] — Марк Антоний (эпизод сериала «Мировой театр»)
- 1960 — «Юлий Цезарь» Великобритания (телесериал). В ролях: Ральф Майкл — Юлий Цезарь, Майкл Гудлифф[англ.] — Марк Брут, Джон Лори — Кассий, Джеймс Максвелл[англ.] — Марк Антоний
- 1960 — «Юлий Цезарь», Канада (эпизод телесериала Фестиваль[англ.], режиссёр Пол Элмонд[англ.]. В ролях: Джилли Фенвик  — Юлий Цезарь, Фриц Уивер[англ.] — Марк Брут, Дуглас Рейн — Кассий, Уильям Шетнер — Марк Антоний
- 1960 — «Благородное убийство[англ.]», Великобритания, режиссёр Годфри Грэйсон[англ.] — современная интерпретация пьесы Шекспира. Действие перенесено в Лондонское Сити
- 1963 — «Юлий Цезарь» Великобритания (телесериал) В ролях: Джеральд Янг — Юлий Цезарь, Уильям Сквайр[англ.] — Марк Брут Бернард Арчард[англ.] — Кассий, Патрик Аллен[англ.] — Марк Антоний
- 1963 — «Юлий Цезарь» Великобритания (4—6 эпизоды сериала «Распространение орла[англ.]»), режиссёр Питер Дьюс[англ.]. В ролях: Бэрри Джонс[англ.] — Юлий Цезарь, Пол Эддингтон — Марк Брут, Питер Кушинг — Кассий, Кит Мичелл — Марк Антоний
- 1964 — «Юлий Цезарь», Великобритания (ТВ), режиссёры Майкл Крофт[англ.], Джон Вернон
- 1965 — «Юлий Цезарь» / Julio César, (ТВ) Испания, режиссёр Педро Амалио Лопес[исп.]. В ролях: Исмаэль Мерло[исп.] — Юлий Цезарь, Луис Прендес[исп.] — Марк Брут, Рафаэль Наварро Гарсия[исп.] — Кассий, Артуро Лопез[исп.] — Марк Антоний (эпизод телесериала Студия 1[исп.]
- 1966 — «Юлий Цезарь», Канада (ТВ), режиссёр Херб Роланд В ролях: Бадд Кнапп — Юлий Цезарь, Крис Уиггинс[англ.] — Кассий, Питер Донат[англ.] — Марк Антоний
- 1967 — «Юлий Цезарь», Испания (ТВ) (Эпизод телесериала Вечный театр[исп.])
- 1969 — «Юлий Цезарь», Великобритания, (ТВ), режиссёр Алан Бриджес. В ролях: Морис Денэм[англ.] — Юлий Цезарь, Фрэнк Финлей — Марк Брут, Эдвард Вудвард  — Кассий, Питер Донат[англ.] — Марк Антоний. Эпизод телесериала Пьеса месяца[англ.]
- 1969 — Траурная игра Юлия Цезаря / Das Trauerspiel von Julius Caesar, ФРГ (ТВ), режиссёр Михаэль Кельман. В ролях: Эрих Шеллов[нем.] — Юлий Цезарь, Ханнес Мессемер — Марк Брут, Петер Мосбахер[нем.] — Кассий,  Рольф Бойсен[нем.]  — Марк Антоний
- 1970 — «Юлий Цезарь[англ.]», Великобритания, режиссёр Стюарт Бёрдж. В ролях: Джон Гилгуд — Юлий Цезарь, Джейсон Робардс  — Марк Брут, Ричард Джонсон — Кассий, Чарлтон Хестон — Марк Антоний
- 1973 — «Хайль, Цезарь!» / Heil Caesar! (ТВ-сериал), Великобритания, режиссёр Рональд Смедли. В ролях: Питер Хауэлл[англ.] — Юлий Цезарь, Энтони Бейт[англ.] — Марк Брут, Дэвид Алистер —Кассий, Джон Страйд[англ.] — Марк Антоний
- 1979 — «Юлий Цезарь», Великобритания, США (ТВ), режиссёр Херберт Уайз[англ.]. В ролях: Чарльз Грей — Юлий Цезарь, Ричард Паско[англ.] — Марк Брут, Дэвид Коллингс[англ.] — Кассий, Кит Митчелл — Марк Антоний. Эпизод телесериала BBC Television Shakespeare[англ.].
- 1979 — «Юлий Цезарь», США (видео), режиссёр Майкл Лэнгхэм[англ.]. В ролях: Сонни Джим Гейнс — Юлий Цезарь, Роско Орман[англ.] — Марк Брут, Хайме Санчес[англ.] — Марк Антоний
- 1989 — «Юлий Цезарь» /Julius Caesar, (ТВ), ФРГ, режиссёр Майкл Богданов[англ.]. В ролях: Герхард Ольшевский[нем.] — Юлий Цезарь, Кристоф Банцер[нем.] — Марк Брут, Дитрих Маттауш[нем.] — Кассий, Ульрих Тукур — Марк Антоний
- 1994 — «Юлий Цезарь» / Julius Caesar мультфильм, Россия, Великобритания, режиссёр Юрий Кулаков.Джосс Экленд  — Юлий Цезарь, Дэвид Робб — Марк Брут, Джим Картер — Марк Антоний, (из цикла «Шекспир: Великие комедии и трагедии»
- 2003 — Gedebe, Малайзия, режиссёр Намрон. Свободная адаптация пьесы Шекспира
- 2006 — «Юлий Цезарь» / Juliusz Cezar, Польша, режиссёр и исполнитель роли Юлия Цезаря Ян Энглерт. В ролях: Ежи Радзивилович — Марк Брут, Ян Фрыч — Марк Антоний,Мариуш Бонашевский[пол.] — Кассий (эпизод сериала «Телевизионный театр»)
- 2009 — «Юлий Цезарь» / Julius Caesar, США, видео(гангстерская версия пьесы), режиссёр Блейк Смит
- 2011 — «Юлий Цезарь» / Julius Caesar, Великобритания, режиссёры Адам Ли Хэмилтон, Джон Монтегранде. Современная молодёжная адаптация пьесы
- 2012 — «Юлий Цезарь» / Julius Caesar, (ТВ), Великобритания, режиссёр Грегори Доран[англ.]. Современная адаптация пьесы с чернокожим составом актёров. Джеффри Киссун[англ.] — Юлий Цезарь, Патерсон Джозеф — Марк Брут
- 2012 — «Цезарь должен умереть» / Cesare deve morire, Италия, режиссёры братья Тавиани. Современная адаптация пьесы
- 2014 — «Юлий Цезарь 2014» / Julius Caesar 2014, США, режиссёр Николас Уолкер. Современная адаптация — пародия
- 2015 — «Юлий Цезарь» / Julius Caesar, Великобритания, Г«Глобус» на экране, режиссёр Доминик Дромгул[англ.]. Джордж Ирвинг — Юлий Цезарь, Энтони Хауэлл[англ.] — Кассий
- 2016 — «Юлий Цезарь: Шекспир Жив» / Julius Caesar: Shakespeare Lives, Великобритания, режиссёр Педро Мартин Калеро. Современная интерпретация пьесы
- 2017 — «Юлий Цезарь» / Julius Caesar, Великобритания, Королевская шекспировская компания в прямом эфире, режиссёр Энгус Джексон
- 2017 — «Долг амбиций» / Ambition's Debt, США Режиссёр Девим Хакк Современная адаптация пьесы.. В ролях: Эндрю Вудалл — Юлий Цезарь
- 2018 — «Юлий Цезарь» / Julius Caesar, Великобритания, Национальный театр в прямом эфире, режиссёр Николас Хайтнер. В ролях: Дэвид Колдер[англ.] — Юлий Цезарь, Бен Уишоу — Марк Брут, Мишель Ферли — Кассий, Дэвид Морриси — Марк Антоний
- 2019 — «Цезарь», Франция, режиссёр Мохамед Мегдул
- 2020 — «Юлий Цезарь» / Julius Caesar, США, режиссёр Билл Петерс

## Театральные постановки
- «Юлий Цезарь» в постановке московского драматического театра «Модерн» Архивная копия от 15 августа 2020 на Wayback Machine (Москва, Россия) 2017
- Crows Theatre Архивная копия от 4 марта 2020 на Wayback Machine (Toronto, Canada) 2019

## Адаптации и отсылки к мировой культуре
Одна из самых ранних отсылок к пьесе появилась в «Гамлете» самого Шекспира. Принц Гамлет спрашивает Полония об его карьере трагика в университете, и Полоний отвечает: «Я играл Юлия Цезаря. Меня убили в Капитолии. Меня убил Брут». Это, вероятно, мета-отсылка, поскольку считается, что Ричард Бёрбедж играл главных героев Брута и Гамлета, а более старший Джон Хемингс играл Цезаря и Полония.
В 1851 г. немецкий композитор Роберт Шуман написал концертную увертюру «Юлий Цезарь», вдохновлённую пьесой Шекспира. Другие музыкальные произведения принадлежат Джованни Бонончини, Хансу фон Бюлову, Феликсу Дразеке, Йозефу Богуславу Фёрстеру, Джону Айрленду, Джону Фулдсу, Джану Франческо Малипьеро, Манфреду Гурлитту, Дариусу Мийо и Марио Кастельнуово-Тедеско.
Канадский комедийный дуэт Уэйн и Шустер пародировал Юлия Цезаря в скетче 1958 г. «Смойте кровь с моей тоги» (Rinse the Blood off My Toga). Флавий Максим, частный римский сыщик, нанимается Брутом для расследования смерти Цезаря. Полицейские процедуры сочетают в себе шутки Шекспира, Драгнет и водевильные шутки, впервые всё это транслировалось на Шоу Эда Салливана.
В 1984 году компания Riverside Shakespeare Company из Нью-Йорка выпустила современную постановку Юлия Цезаря, происходящую в Вашингтоне, которую назвали просто ЦЕЗАРЬ!, с Гарольдом Скоттом в роли Брута, Германом Петрасом в роли Цезаря, Марией Лоури в роли Порции, Робертом Уолшем в роли Антония и Майклом Куком в роли Кассия, она была поставлена У. Стюартом Макдауэллом в Шекспировском центре.
В 2006 г. Крис Тейлор из австралийской комедийной группы The Chaser написал комедийный мюзикл «Мёртвый Цезарь», который был показан в Сиднейской театральной труппе в Сиднее.
Строка «Зло, что творят люди» (The Evil That Men Do) из речи Маркая Антония после смерти Цезаря («Зло, творимое людьми, живет после них; добро часто хоронят вместе с их костями») неоднократно упоминалась в средствах массовой информации, включая:
- Песню Iron Maiden
- Политически ориентированный фильм, снятый Дж. Ли Томпсоном в 1984 г.
- Роман из цикла «Баффи — истребительница вампиров».

В книге Рэя Брэдбери «451 градус по Фаренгейту» последние слова персонажа Битти: «Нет ужаса, Кассий, в твоих угрозах, ибо я настолько вооружён честностью, что они проходят мимо меня, как лёгкий ветер, которого я не замечаю!".

## Современные политические отсылки
Современные адаптации пьесы часто содержат политические отсылки, когда Цезарь должен напоминать различных политических лидеров, включая Хьюи Лонга, Маргарет Тэтчер и Тони Блэра. Профессор А. Дж. Хартли, заведующий кафедрой шекспировских исследований Робинсона в Университете Северной Каролины в Шарлотте, утверждает, что это довольно «распространенный образ» спектаклей Юлия Цезаря: узнаваемый политический мир в постановке. И часто люди в самой главной роли выглядят или чувствуют себя кем-то из недавней или из нынешней политики». В постановке «Юлия Цезаря» 2012 г. Театра Гатри и Актерской компании «Цезарь был представлен в образе чёрного актера, который должен был намекать на президента Обаму». Эта постановка не вызвала особых споров. Однако в 2017 г. современная адаптация пьесы в нью-йоркском Шекспировском парке (в исполнении Общественного театра) изобразила Цезаря в образе тогдашнего президента Дональда Трампа и тем самым вызвала ожесточенные споры, вызвав критику со стороны таких СМИ, как The Public Theatre, Daily Caller и Breitbart, а также настояние к корпоративным спонсорам, Bank of America и Delta Airlines отказаться от финансовой поддержки. Общественный театр заявил, что идея пьесы не направлена на убийство и что смысл в том, что «пытающиеся защитить демократию недемократическими средствами, платят ужасную цену и разрушают то самое, за спасение чего они и борются». С этим утверждением согласились шекспироведы Стивен Гринблатт и Питер Холланд. Паллотта заявил, что «я никогда не читал, чтобы кто-нибудь предполагал, что «Юлий Цезарь» — это пьеса, рекомендующая убийство. Посмотрите, что происходит: Цезаря убивают, чтобы помешать ему стать диктатором. Результат: гражданская война, массовая резня, создание императора, казнь многих сочувствовавших заговору. Мне не кажется, что это успешный результат для заговорщиков». Спектакль несколько раз прерывали правые протестующие, обвинявшие пьесу в «насилии над правыми», а актёры и работники театров с именем Шекспира подвергались преследованиям и угрозам расправы, в том числе и жена режиссера пьесы Оскар Юстис. Протесты были высоко оценены директором Американской семейной ассоциации Сэнди Райосом, который сравнил пьесу с казнью христиан damnatio ad bestias.

## Интересный факт
Согласно словарю-справочнику названий малых планет (Dictionary of minor planet names) Луца Шмаделя, в честь второстепенной героини трагедии Шекспира «Юлий Цезарь» — жены главного героя Марка Брута —  назван астероид (1131) Порция, открытый в 1929 году немецким астрономом Карлом Райнмутом в Гейдельбергской обсерватории.

## Также см.
- 1599 г. в литературе
- Убийства в художественной литературе
- Комета Цезаря
- Похоронная речь Марка Антония
- «Псы войны»

### Тексты
- Трагедия «Юлий Цезарь» в русских переводах в БД «Русский Шекспир»
- Шекспир, Уильям. Юлий Цезарь // Шекспир, Уильям. Шесть трагедий / пер. с англ. И. В. Кутика. М.: Водолей, 2025. С. 123–234.